# Ash Hill (Auckland)
Der Ash Hill oder Ash Hill Crater ist einer der Vulkane des Auckland Volcanic Field. Der niedrige Tuff-Kegel mit einem 150 m breiten Explosionskrater ist heute von Industrie überbaut und größtenteils abgetragen.
Der einst etwa 30 m hohe Gipfel überragte das Umland nur um etwa 8 Meter.
Ash Hill wurde von Earnest J. Searle nach der nahegelegenen Ash Road benannt. Diese wiederum ist nach Eschen (englisch „Ash“) benannt, nicht nach vulkanischer Asche. Datierungen nach der Radiokohlenstoffmethode bestimmten sein Alter auf 31.800 ±159 Jahre, das ist ein ähnliches Alter wie das des nahegelegenen Matukutururu.

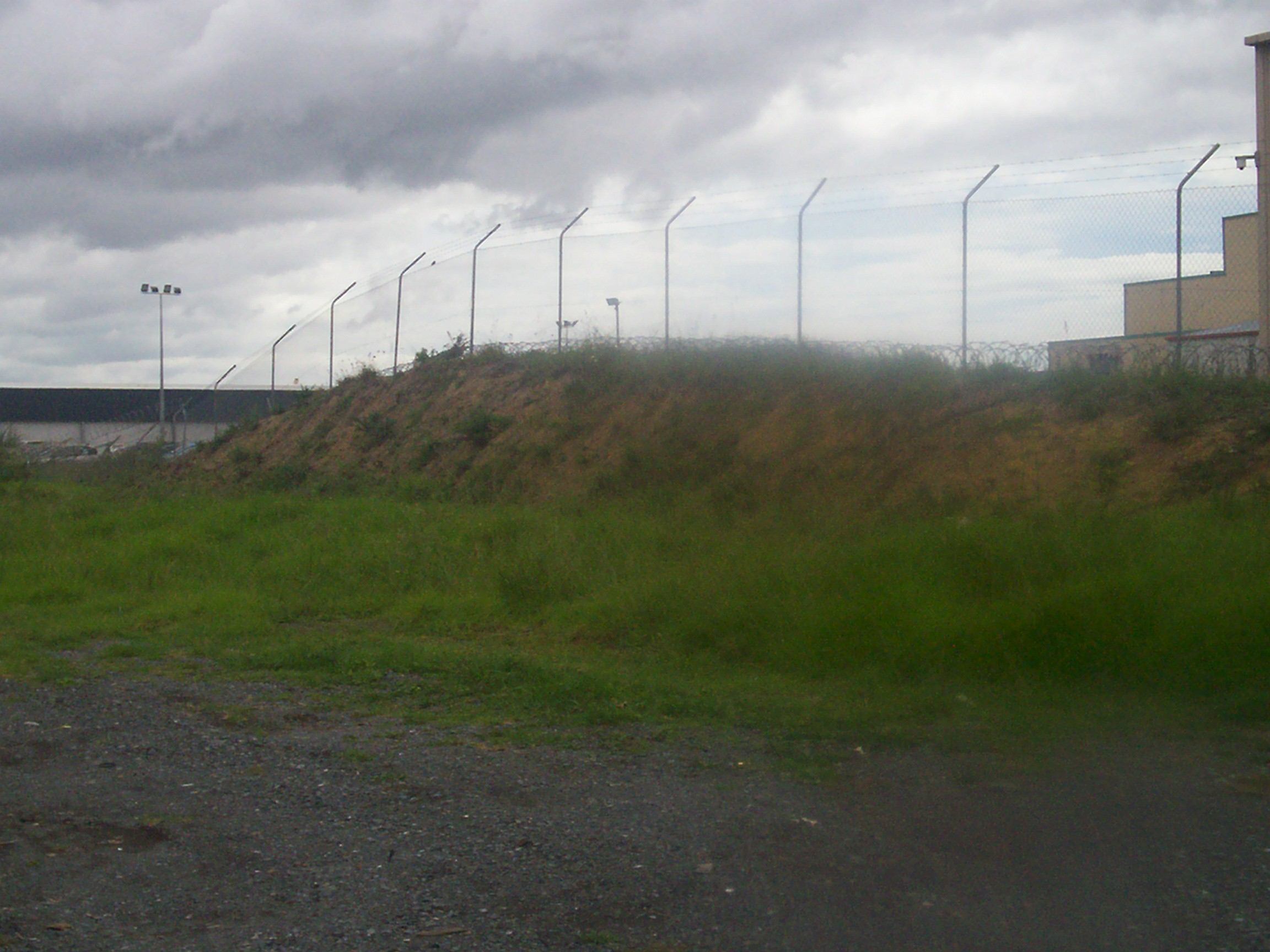
Teil des Ash Hill, Blick von der Oak Road.
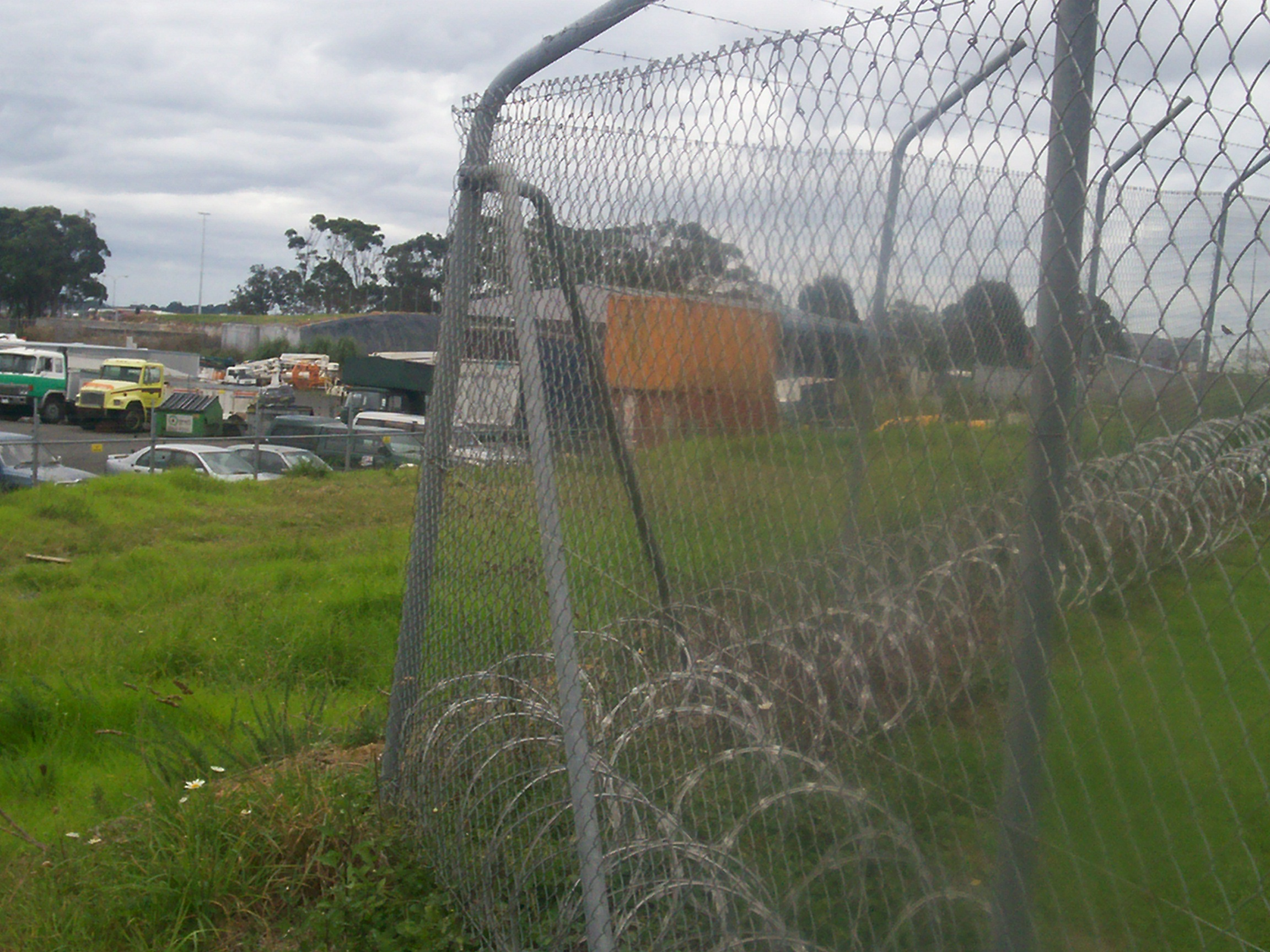
Blick über den Ash Hill.
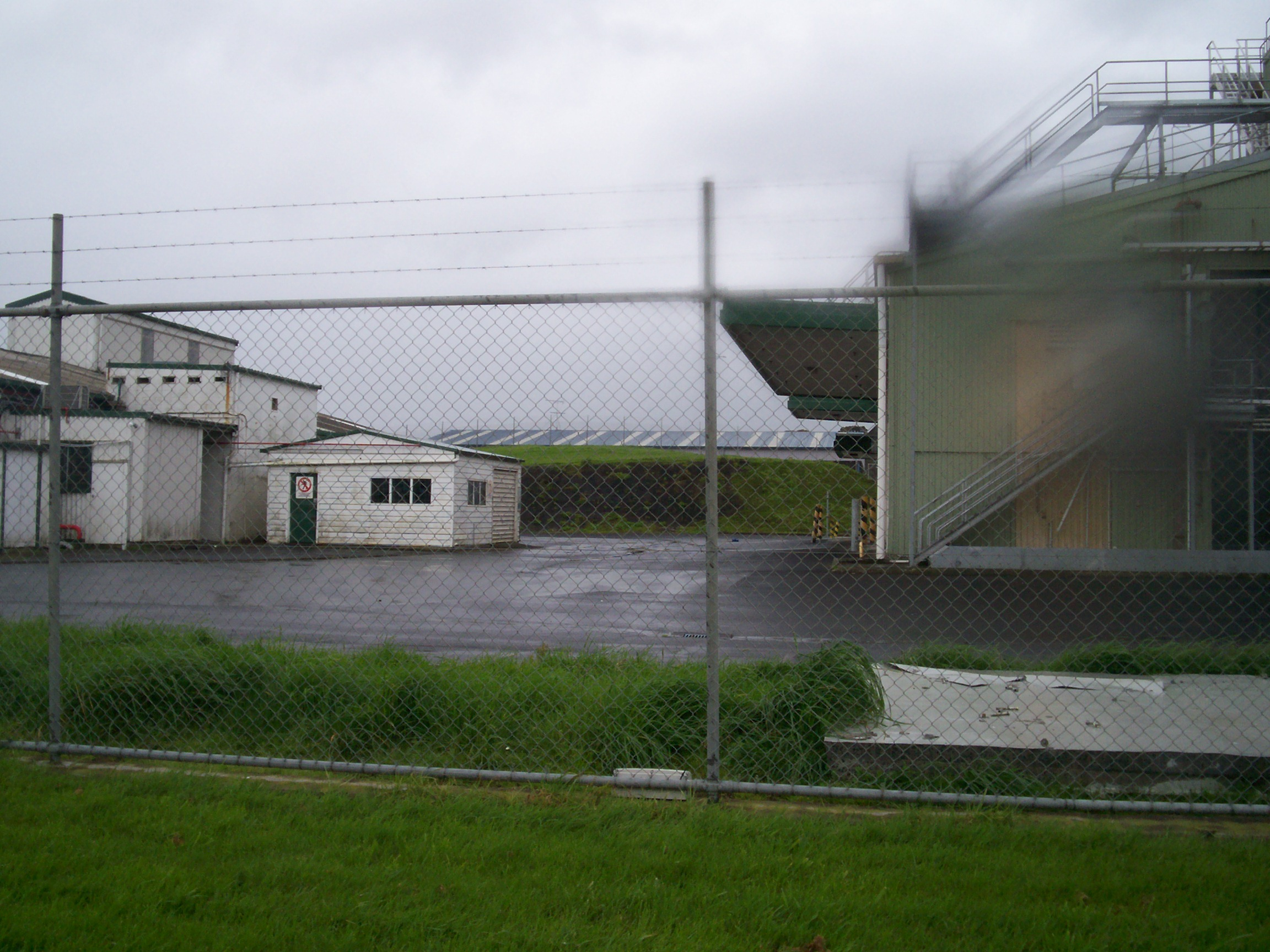
Teil des Ash Hill vor dem Abriss der den Blick verdeckenden Gebäude.